# Adolf Heinrich Lier
Pour les articles homonymes, voir Lier.

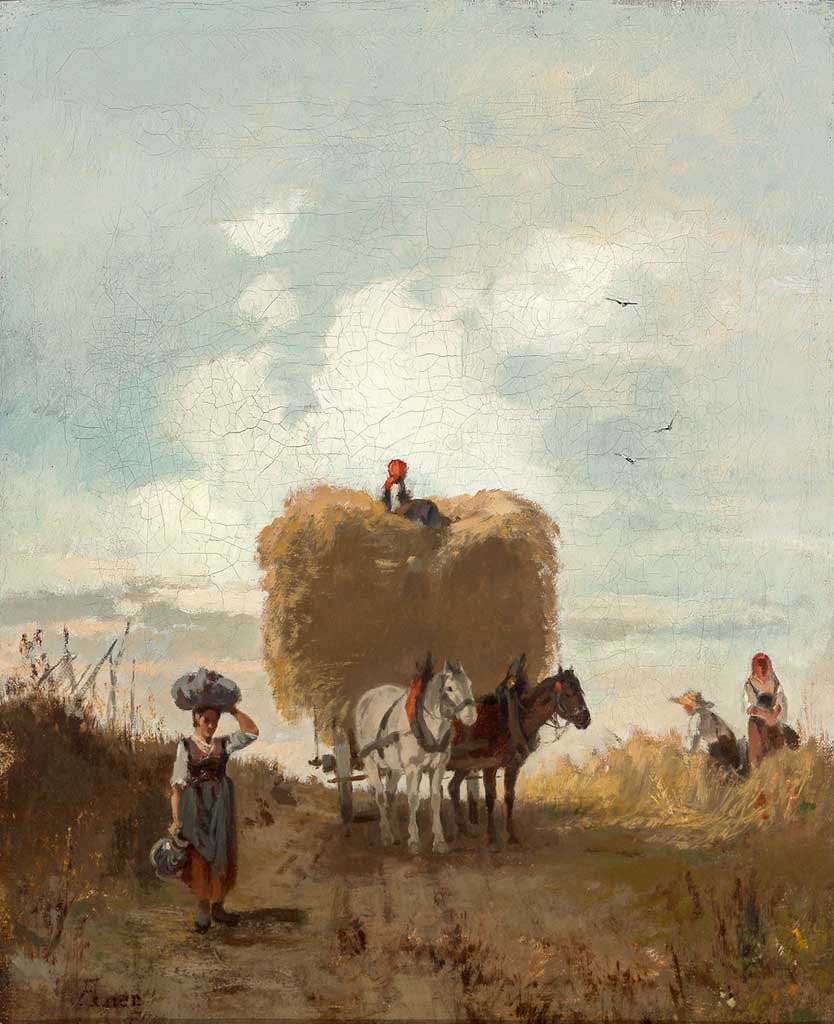
Moment de la récolte

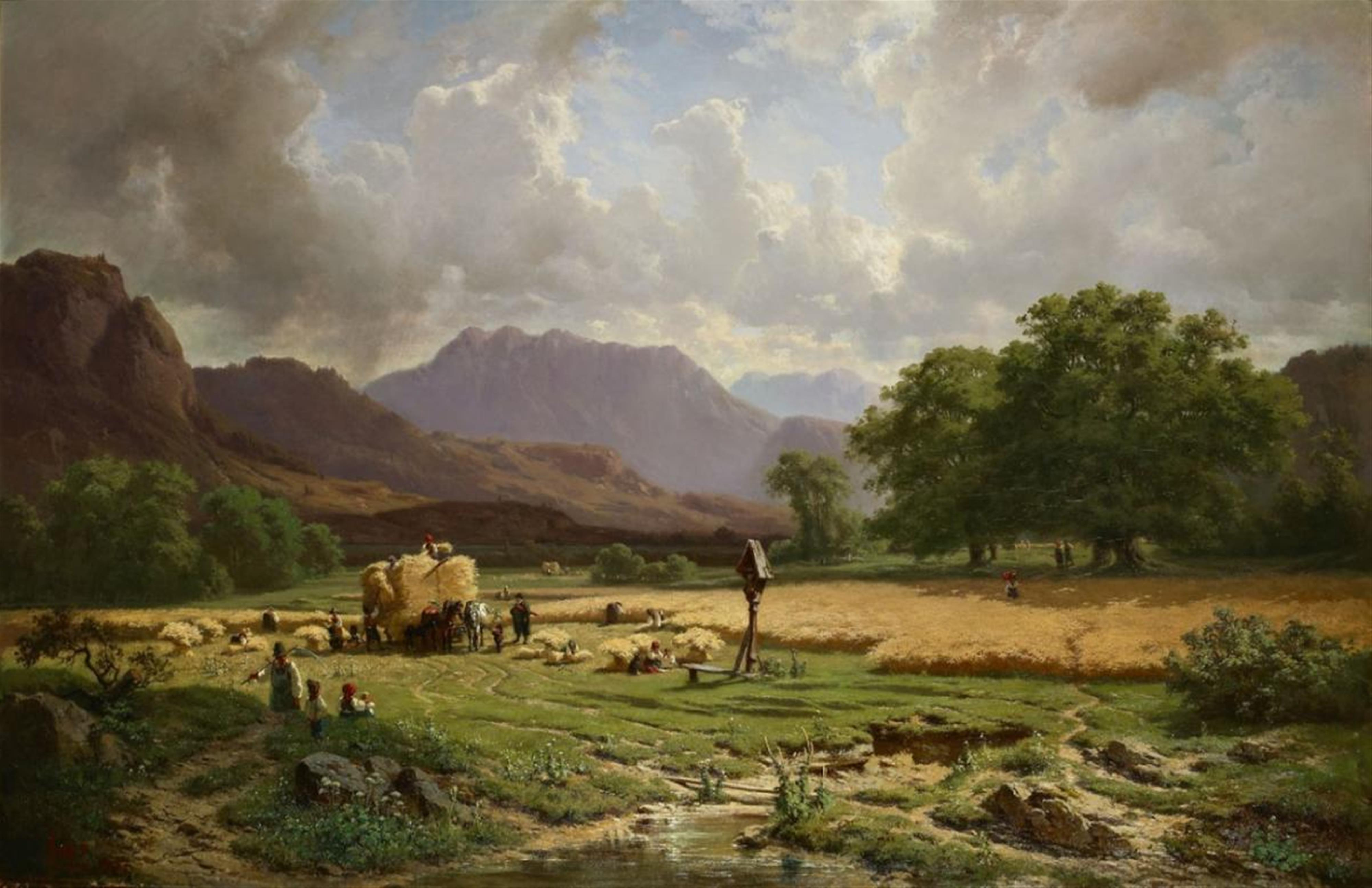
Récolte des céréales dans les montagnes (1857)

Adolf Heinrich Lier, né le 21 mai 1826 à Herrnhut et mort le 30 septembre 1882 à Vahrn, est un peintre paysagiste allemand.

## Biographie
Adolf Heinrich Lier naît le 21 mai 1826 à Herrnhut.
Il est le fils d'un orfèvre du Mecklembourg. À l'âge de quinze ans (après une jeunesse difficile, dont trois ans dans une maison de correction) il exprime le désir de devenir peintre mais son père s'y oppose et l'envoie à l'école des métiers de la construction de Zittau et de Dresde pour y étudier le dessin. Il peut obtenir un poste de courte durée dans les ateliers de Gottfried Semper pendant son séjour à Dresde.
En 1848, il reçoit une commande pour aider à préparer les dessins d'un plafond de musée à Bâle, sous la direction de Melchior Berri. Ce type de travail s'avère toutefois insatisfaisant, et il est incité à se rendre à Munich pour poursuivre ses études. Après avoir échoué à obtenir un poste dans les ateliers de Joseph Karl Stieler, il rencontre Richard Zimmermann, qu'il connaît de Zittau, et devient son élève. Il décide de se spécialiser dans la peinture de paysage et organise sa première exposition en 1855. Dans un premier temps, il se concentre sur les Alpes et les lacs de Haute-Bavière.
En 1861, il fait un voyage à Paris, où il fait sa première rencontre avec l'école de Barbizon. Cela le conforte dans sa conviction que les paysages doivent être naturels, se concentrer sur l'effet d'ensemble plutôt que sur les détails, et être ce que l'on pourrait appeler aujourd'hui "d'une simplicité trompeuse". En 1864, il retourne à Paris, où il passe son temps à copier les chefs-d'œuvre anciens du Louvre. Il s'intéresse particulièrement à l'œuvre de Jules Dupré, et lui rend visite à L'Isle-Adam cet hiver-là. En 1868, il ouvre une école d'art qu'il dirige jusqu'en 1873, date à laquelle sa santé commence à décliner, en raison d'un problème cardiaque. Après cette date, il continue à enseigner, mais joue un rôle beaucoup moins actif dans l'école.
Il prend part à l'exposition universelle de 1878.
Espérant trouver un peu de repos et de récupération, il prévoit de passer l'hiver 1882 dans le Tyrol du Sud, mais meurt d'une crise cardiaque peu après son arrivée, le 30 septembre 1882 à Varna.

## Récompenses
- Médaille à Vienne en 1873[1].
- Médaiile d'or à Berlin en 1877[1].